# Clément-François de Bavière
Clément-François de Paul, prince de Bavière (Munich, le 19 avril 1722 - Munich, le 6 août 1770) est le fils de Ferdinand-Marie-Innocent de Bavière (1699-1738), et le petit-fils de Maximilien-Emmanuel de Bavière.

## Biographie
Il se marie le 17 janvier 1742 à Marie-Anne de Palatinat-Soulzbach (1722-1790), fille de Joseph Charles de Palatinat-Soulzbach et d'Élisabeth-Auguste de Palatinat-Neubourg.
Ils ont deux fils et deux filles, tous morts peu après la naissance:
- Marie de Bavière (30 septembre 1748).
- Un fils (31 mai 1754).
- Marie-Anne de Bavière (28 janvier 1755).
- Un fils (23 juin 1756).

Si l'un de ses fils avait vécu, il serait devenu Prince-électeur de Bavière en 1777, après la mort de Maximilien III Joseph de Bavière.

## Sources
- Oskar Klausner (ed.): Die Familie der Pfälzischen Wittelsbacher. Staatliches Liegenschaftsamt Heidelberg, 1995.
- GeneaNet.org